# Leichtathletik-Weltmeisterschaften 2019/Teilnehmer (Nigeria)
| Gelbes Symbol für Goldmedaillen mit stilisierten Olympischen Ringen | Graues Symbol für Silbermedaillen mit stilisierten Olympischen Ringen | Braundes Symbol für Bronzemedaillen mit stilisierten Olympischen Ringen |
| ------------------------------------------------------------------- | --------------------------------------------------------------------- | ----------------------------------------------------------------------- |
| —                                                                   | —                                                                     | 1                                                                       |

Der Leichtathletikverband von Nigeria will an den Leichtathletik-Weltmeisterschaften 2019 in Doha teilnehmen. 25 Athletinnen und Athleten wurden vom nigerianischen Verband nominiert.

## Ergebnisse

### Frauen

#### Laufdisziplinen
| Athletin | Disziplin    | Vorlauf              | Vorlauf              | Halbfinale           | Halbfinale           | Finale               | Finale               |
| Athletin | Disziplin    | Zeit                 | Platz                | Zeit                 | Platz                | Zeit                 | Platz                |
| --- | ------------ | -------------------- | -------------------- | -------------------- | -------------------- | -------------------- | -------------------- |
| Blessing Okagbare | 100 m        | DNS                  | DNS                  | –                    | –                    | –                    | –                    |
| Blessing Okagbare | 200 m        | DSQ V                | DSQ V                | –                    | –                    | –                    | –                    |
| Favour Ofili | 200 m        | nicht auf Startliste | nicht auf Startliste | nicht auf Startliste | nicht auf Startliste | nicht auf Startliste | nicht auf Startliste |
| Favour Ofili | 400 m        | 51,51 s PB           | 13                   | 52,58 s              | 21                   | DNQ                  | DNQ                  |
| Patience Okon George | 400 m        | 51,77 s              | 19                   | 51,89 s              | 17                   | DNQ                  | DNQ                  |
| Tobi Amusan | 100 m Hürden | 12,48 s PB           | 01                   | 12,48 s PB           | 03                   | 12,49 s              | 04                   |
| - Rosemary Chukwuma - Mercy Ntia-Obong - Blessing Okagbare - Joy Udo-Gabriel nicht auf Startliste: - Tobi Amusan - Ese Brume - Bukola Emiabata - Blessing Ogundiran | 4 × 100 m    | 43,05 s SB           | 10                   |                      |                      | DSQ                  | DSQ                  |
| - Abike Egbeniyi - Patience Okon George - Favour Ofili - Blessing Oladoye nicht auf Startliste: - Blessing Ovwighoadjebre                                           | 4 × 400 m    | 3:35,90 min          | 15                   |                      |                      | DNQ                  | DNQ                  |

#### Sprung/Wurf
| Athletin                | Disziplin   | Qualifikation | Qualifikation | Finale     | Finale |
| Athletin                | Disziplin   | Weite/Höhe    | Platz         | Weite/Höhe | Platz  |
| ----------------------- | ----------- | ------------- | ------------- | ---------- | ------ |
| Ese Brume               | Weitsprung  | 06,89 m       | 02            | 6,91 m     | Bronze |
| Oyesade Adetola Olatoye | Kugelstoßen | 16,97 m       | 26            | DNQ        | DNQ    |
| Chioma Onyekwere        | Diskuswurf  | 61,38 m PB    | 13            | DNQ        | DNQ    |

### Männer

#### Laufdisziplinen
| Athlet | Disziplin    | Vorlauf              | Vorlauf              | Halbfinale           | Halbfinale           | Finale               | Finale               |
| Athlet | Disziplin    | Zeit                 | Platz                | Zeit                 | Platz                | Zeit                 | Platz                |
| --- | ------------ | -------------------- | -------------------- | -------------------- | -------------------- | -------------------- | -------------------- |
| Raymond Ekevwo | 100 m        | 10,14 s              | 11                   | 10,20 s              | 18                   | DNQ                  | DNQ                  |
| Usheoritse Itsekiri | 100 m        | 10,46 s              | 42                   | DNQ                  | DNQ                  | –                    | –                    |
| Divine Oduduru | 100 m        | nicht auf Startliste | nicht auf Startliste | nicht auf Startliste | nicht auf Startliste | nicht auf Startliste | nicht auf Startliste |
| Divine Oduduru | 200 m        | 20,40 s              | 19                   | 20,84 s              | 22                   | DNQ                  | DNQ                  |
| Emmanuel Arowolo | 200 m        | 21,07 s              | 44                   | DNQ                  | DNQ                  | –                    | –                    |
| Edose Ibadin | 800 m        | 1:47,91 min          | 34                   | DNQ                  | DNQ                  | –                    | –                    |
| Rilwan Alowonle | 400 m Hürden | 50,04 s              | 21                   | 52,01 s              | 24                   | DNQ                  | DNQ                  |
| - Enoch Adegoke - Ogho-Oghene Egwero - Usheoritse Itsekiri - Seye Ogunlewe nicht auf Startliste: - Emmanuel Arowolo - Raymond Ekevwo - Divine Oduduru | 4 × 100 m    | DSQ V                | DSQ V                |                      |                      | –                    | –                    |

#### Sprung/Wurf
| Athlet                | Disziplin   | Qualifikation | Qualifikation | Finale     | Finale |
| Athlet                | Disziplin   | Weite/Höhe    | Platz         | Weite/Höhe | Platz  |
| --------------------- | ----------- | ------------- | ------------- | ---------- | ------ |
| Chukwuebuka Enekwechi | Kugelstoßen | 20,94 m       | 11            | 21,18 m    | 8      |